# Stipa ruiz-lealii
Stipa ruiz-lealii är en gräsart som beskrevs av Fidel Antonio Roig. Stipa ruiz-lealii ingår i släktet fjädergrässläktet, och familjen gräs. Inga underarter finns listade i Catalogue of Life.